# Stade Tata Raphaël
Het Stade Tata Raphaël (Father Raphael Stadium)  is een multifunctioneel stadion in Kinshasa, Congo-Kinshasa. Het wordt meestal gebruikt voor voetbalwedstrijden. In het stadion kunnen 50.000 toeschouwers. D.C Motema Pembe en AS Vita Club maken gebruik van dit stadion voor het spelen van hun thuiswedstrijden. 

## Geschiedenis
De drijvende kracht achter het stadion was een geestelijke, Raphaël de la Kethulle de Ryhove. Voor het ontwerp deed hij een beroep op de autodidactische broeder René Reygaerts. Het Stade Roi Baudouin (Koning Boudewijnstadion) werd ingehuldigd op 1 juli 1952. In de Congolese herinnering is het verbonden aan de onafhankelijkheidsstrijd. De rellen van januari 1959 in Leopoldstad werden mee veroorzaakt door supporters van Victoria Club, die bij het verlaten van het stadion hun teleurstelling over een 1-3 verliesmatch tegen Mikado voegden bij die van ABAKO-sympathisanten wiens politieke meeting was afgelast. In 1967 kreeg het stadion de naam Stade du 20 Mai, naar de stichtingsdatum van de MPR. In 1974 werden grote evenementen georganiseerd in het stadion: eerst het muziekfestival Zaïre 74 met James Brown en B.B. King, en zes weken later, op 30 oktober, The Rumble in the Jungle. In deze bokskamp verloor George Foreman de wereldtitel bij de zwaargewichten aan Muhammad Ali, die Foreman in de achtste ronde knockout sloeg. In 1997, na de val van president Mobutu Sese Seko, werd het stadion vernoemd naar oprichter Raphaël de la Kethulle de Ryhove.